# Hawker Hurricane
Hawker Hurricane (Orkan) je bilo prvo sodobno enokrilno lovsko letalo Združenega kraljestva. Ni bilo v celoti iz kovine, od kabine proti repu je bil deloma še iz lesa in platna. Izdelanih je bilo 14.232 letal vseh različic. Med bitko za Britanijo je bilo to najpomembnejše in najuspešnejše letalo Kraljevega vojnega letalstva (RAF).
Letalo so prenehali izdelovati julija 1944.

## Različice
- Hawker Hurricane Mk I
- Hawker Hurricane Mk X
- Hawker Hurricane Mk II
- Hawker Hurricane MK XI
- Hawker Hurricane MK XII

- Hawker Hurricane Mk IIA
- Hawker Hurricane Mk IIB

- Hawker Hurricane III
- Hawker Hurricane IV
- Hawker Sea Hurricane

## Uporabniki
| Avstralija                             |                                                             |
| Belgija                                |                                                             |
| Danska                                 |                                                             |
| Egipt                                  |                                                             |
| Finska                                 |                                                             |
| Francija                               |                                                             |
| Grčija                                 |                                                             |
| Britanska Indija                       |                                                             |
| Iran                                   |                                                             |
| Irska                                  |                                                             |
| Italija                                |                                                             |
| Japonska                               |                                                             |
| Kraljevina Jugoslavija                 |                                                             |
| Jugoslavija                            | Vojno letalstvo in protizračna obramba SFRJ (RV i PVO SFRJ) |
| Republika Južna Afrika                 |                                                             |
| Kanada                                 |                                                             |
| Nemčija                                |                                                             |
| Nizozemska (Nizozemska Vzhodna Indija) |                                                             |
| Nova Zelandija                         |                                                             |
| Norveška                               |                                                             |
| Poljska                                |                                                             |
| Portugalska                            |                                                             |
| Romunija                               |                                                             |
| Sovjetska zveza                        |                                                             |
| Turčija                                |                                                             |
| Združeno kraljestvo                    |                                                             |